# 博勒加德堂区 (路易斯安那州)
博勒加德堂區（英語：Beauregard Parish）是美國路易斯安那州西部的一個堂區，西鄰德克薩斯州。面積3,020平方公里。根據美國2000年人口普查，共有人口32,986人。治所德里德 (De Ridder)。
成立於1912年1月12日。本堂區的名稱以美國內戰南方的將領P·G·T·博勒加德命名。